# 天頂駅
天頂駅（てんちょうえき）は、かつて栃木県塩谷郡塩谷村天頂（現・塩谷町船生）にあった東武鉄道矢板線の駅（廃駅）である。

## 歴史
- 1924年（大正13年）3月1日 下野電気鉄道高徳（現・新高徳駅）- 当駅間開業に伴い終着駅として開業[1][2]。
- 1929年（昭和4年）10月22日 当駅 - 矢板間延伸開業に伴い途中駅となる[3][2]。
- 1943年（昭和18年）5月1日：下野電気鉄道買収に伴い、東武鉄道矢板線の駅となる[2]。
- 1959年（昭和34年）7月1日：矢板線の廃線に伴い廃止[2]。

## 乗客・貨物の推移
| 年度 | 乗車人員 | 降車人員 | 貨物発送トン | 貨物到着トン |
| ---- | -------- | -------- | ------------ | ------------ |
| 1933 | 1,735    | 1,609    | 5,279        | 576          |
| 1934 | 2,343    | 2,560    | 6,412        | 71           |
| 1936 | 3,609    | 3,531    | 5,734        | 64           |
| 1937 | 3,538    | 3,590    | 5,379        | 15           |
| 1938 | 3,246    | 3,222    | 6,934        | 34           |

- 『栃木県統計書』各年度版

## 駅周辺
- 国道461号（日光北街道）
- 天頂鉱山
- 製材所

## 隣の駅
東武鉄道
矢板線
船生駅 - 天頂駅 - 芦場駅